# Павоне, Мариано
Уго Мариано Павоне (исп. Hugo Mariano Pavone; род. 27 мая 1982, Трес-Сархентос, Аргентина) — аргентинский футболист, нападающий. Выступал за сборную Аргентины.

## Карьера
Павоне воспитанник футбольной школы «Бока Хуниорс». В 14 лет он перешёл в футбольную академию «Эстудиантес». В 2000 году Мариано дебютировал за основную команду в аргентинской Примере. В Клаусуре 2005 он стал лучшим бомбардиром чемпионата Аргентины, забив 16 мячей.
В сезоне Апертуры 2006 Павоне был признан одним из аргентинских спортивных изданий лучшим футболистом. В Клаусуре 2006 он выиграл вместе с «Эстудиантесом» чемпионат Аргентины.
В июне 2007 года Павоне перешёл в испанский «Бетис». Сумма трансфера составила 6,8 млн евро. Инициатором перехода был тренер «Бетиса», Эктор Купер. 23 июля в товарищеском матче против «Сан-Фернандо» Мариано забил свой первый гол. 26 августа в поединке против «Рекреативо» он дебютировал в Ла Лиге. 11 ноября во встрече против «Сарагосы» Мариано сделал «дубль», забив свои первые гола за новую команду. В сезоне 2008/2009 Павоне забил всего два мяча. В феврале 2010 года он должен был перейти в итальянскую «Катанию», но трансфер сорвался.
Летом 2010 года Мариано отправился в аренду на родину в «Ривер Плейт». 29 августа в матче против «Архентинос Хуниорс» он дебютировал за новый клуб, выйдя на замену вместо Диего Буонанотте. 27 сентября в поединке против «Кильмеса» Павоне забил свой первый гол за новую команду. В Апертуре он забил 5 мячей и помог «Риверу» избежать вылета.
После окончания аренды Павоне остался на родине, приняв приглашение «Лануса». 16 августа 2011 года в матче против «Индепендьенте» он дебютировал за новый клуб. В конце этой встречи Мариано забил свой первый гол за команду, который принес ей победу. В «Ланусе» он провел один сезон сыграв 29 матчей и забил 10 мячей.
Летом 2012 года Павоне перешёл в мексиканский «Крус Асуль». 22 июля в матче против «Монаркас Морелия» он дебютировал в Лиге MX. Через неделю в поединке против «Сан-Луиса» Мариано забил свой первый гол за новый клуб. 5 мая 2013 года во встрече против «Монтеррея» он сделал хет-трик.
В начале 2015 года Мариано вернулся на родину, подписав контракт с «Велес Сарсфилд». 13 февраля в матче против «Альдосиви» он дебютировал за новую команду. 8 марта в поединке против «Атлетико Сармьенто» Павоне забил свой первый гол за «Велес».

## Международная карьера
18 апреля 2007 году в матче против сборной Чили дебютировал за сборную Аргентины.

## Достижения
Командные
 «Эстудиантес»
- Чемпионат Аргентины по футболу — Апертура 2006

Индивидуальные
- Лучший бомбардир аргентинской Примеры (16 голов) — Клаусура 2006
- Лучший бомбардир Кубка Либертадорес — 2006
- Лучший футболист — Апертура 2006